# Against the Wind (film)
Against the Wind is een Britse oorlogsfilm uit 1948 onder regie van Charles Crichton. Destijds werd de film in Nederland uitgebracht onder de titel Helden zonder glorie.

## Verhaal
Een Belgische priester klopt tijdens de Tweede Wereldoorlog aan bij een school voor spionnen en saboteurs. Na de opleiding worden hij en twee andere agenten op een geheime missie in België gestuurd om een archief te vernietigen. Tijdens hun opdracht nemen de nazi's een belangrijke verzetsleider gevangen. Vier andere agenten worden op een reddingsmissie gestuurd. Onder hen bevindt zich echter een verrader.

## Rolverdeling
| Acteur                  | Personage        |
| ----------------------- | ---------------- |
| Robert Beatty           | Priester Philip  |
| Simone Signoret         | Michèle          |
| Jack Warner             | Cronk            |
| Gordon Jackson          | Duncan           |
| Paul Dupuis             | Picquart         |
| Gisèle Préville         | Julie            |
| John Slater             | Emile Meyer      |
| Peter Illing            | Andrew           |
| James Robertson Justice | Ackerman         |
| Sybille Binder          | Florence Malou   |
| Hélène Hansen           | Marie Berlot     |
| Gilbert Davis           | Commandant       |
| Andrew Blackett         | Frankie          |
| Arthur Lawrence         | Verreker         |
| Eugene Deckers          | Marcel van Hecke |